# GEEKS
GEEKS（ギークス）は、2008年2月に結成された日本のパンク・ロックバンド。

## 概要
- UKハードロックパンクという独自のジャンルを自称している。
- 日本国内にとどまらずアメリカ合衆国のフェス出演や韓国ツアーなども行っている。
- 海外へライブツアーへ行った際に、現地の耳の肥えたオーディエンスに“私はMETALLICAを2回観てるけど、あんたたちも負けてないわよ!”と絶賛された。[1]
- プロレスラーとの交流も深く、新日本プロレス所属のKUSHIDA選手の入場曲『KUSHIDA MAKES YOU ROCK』を手がけている。
- 渋谷ハチ公前で路上ゲリラ・ライブを行い数千人を足止めして警察沙汰になるほどの盛り上がりをみせた。
- メンバー全員が嫌煙家であり、タバコ臭いライブハウスの楽屋にはほとんどいない。以前のワンマンライブでは喫煙可のライブハウス中に禁煙の張り紙がしてあり、ライブを見に来たファンにも喫煙を許さなかった。
- 2014年11月度のIMC月間セールスランキングで1st Knave Album ALKALOID が月間1位となった。[2]

## 特徴
- クラシカルなパンク・サウンドと、重厚なコーラス・ワークがふんだんに盛り込まれており、緻密な曲の展開も相まって中毒性のあるサウンドとなっている。
- 他に類を見ないサウンドで、ドラマティックパンクオペラ[3]やダイナミックパンクオーケストラ[4]と称されている。
- メンバーが好む音楽にビートルズやローリング・ストーンズ、ディープ・パープル、クイーン、メタリカ、ラモーンズなどを挙げており、ロックの歴史やルーツを特に意識し、リスペクトした姿勢を重んじてそれらを作品に盛り込んでいる。[5]
- シンプルなパワーコードの力強さとエネルギーだけで有無を言わせぬ説得力を持っている彼らのサウンドは、洋楽にも通ずるスタイリッシュかつ洗練された構築美を感じさせる内容である。また、歌詞においても独特な世界観を持っており、基本的に日本語だがリズムや響きが洋楽的に聴こえたり、ポジティブでありながらもどこかクールでストーリー性とメッセージ性を孕んだ創造力豊かな内容となっている。[6]
- クイーンを髣髴させる厚く美麗なコーラスワークや、ミュージカルのような掛け合い、曲展開が非常に複雑な部分もありながら、より開放的でノリのいいサウンドとなっている。作り込んだ部分とラフに突っ走った部分のバランス感が絶妙にマッチしている。[7]
- 日本語詞であるが、歌詞の言葉選びや発音、エンドウ.の歌い方で英語と錯覚する人々が多い。特に「BABBAGE」制作でアメリカから起用したプロデューサーJimWirtも「英語で歌っているのかと思っていた」と驚きを隠せなかった。[8]

## メンバー
- エンドウ.（ENDO.）Gt&Vo
  - 天才詐欺師エンドウ[9]
  - GEEKSのほとんどの楽曲の作詞・作曲を手掛け天性のメロディー・メーカーぶりを発揮している。それ以外にもアンプやエフェクターなどの機材を自作したり、GEEKS関連の様々なアートワークを手掛けるなどマルチな才能を発揮している[6]。
  - 大のアニメ好きで、その方面への楽曲提供も多い。ももいろクローバーZ、イヤホンズ、Aice5、岩田光央、上坂すみれ、佐藤聡美、寺島拓篤、every♥ing!、カスタマイZなどの声優や、その他アニメ作品、キャラソン多数（釘宮理恵、茅野愛衣、石川界人など）。またバックバンドで演奏することも多く、OLDCODEXや麻生夏子のサポートギターとしてもステージに立ち、そして佐藤聡美のバックバンドしゅがぁずではバンドマスターとして活躍している[8]。
  - 佐咲紗花のカバーアルバムSAYAKAVERに収録されている曲の編曲を担当。自身のTwitterに佐咲紗花本人から編曲へのお礼の言葉が贈られた[10][11]。
  - 愛用のギターはESPによって制作されたフェンダー社のテレキャスターのような外見のギターで、本人はそれをグランドリオンと名づけ使用している。他にもギブソン社のレスポールのような外見で、チキンナイフと名付けられたものや、フェンダー社のジャズマスターのような外見で、メギドファイアと名付けられたものもある。
  - 2013年2月24日の東京マラソンに出場し、完走した。タイムは約5時間30分だった。またGEEKSメンバーは毎年応募しているが、なかなか当選しないとのこと[8]。
  - 2015年にESPが創立40周年ということで記念コメントを贈っている[12]。
  - 「ド素人のためのオリジナル・エフェクター製作」「はじめてのハンドクラフト・ギター 世界に1本だけのシグネチャー・モデルを“自分の手"で作ろう」の著者（遠藤智義名義）。
  - エレキ堂、月蝕會議のメンバー。
  - ヒプノシスマイクのドラマCD内での楽曲製作を担当している。創造主。ブクロの父である。
  - 2019年に再興された日本音楽作家協会（MCA）の会長を務める[13]。

## 元メンバー
- タカ（TAKA）Dr&Vo ※2008年2月?2010年3月解雇
- マッシュ（MASH）Dr&Vo ※2010年9月5日 - 2012年11月23日
- ミツ（MITSU）Ba&Vo ※2008年2月? - 2016年11月25日
- カオル（KAOL）Key&Vo ※2008年2月? - 2016年11月25日
- キョウヘイ（KYOHEY）Dr&Vo ※2013年2月17日〜2016年11月25日

## ディスコグラフィー
- 作品の歌詞カードはいつもエンドウ.による手書きになっている。隙間なく歌詞と絵が書かれており、GEEKSの作品にマッチしているためファンの間の隠れた楽しみとなっている。しかし非常に読みづらいため、歌詞カード内にテキスト化された歌詞一覧ページへのリンクが毎回書かれている。GEEKS LYRICS * BABBAGEのみ歌詞カードは手書きでない その他のクレジットなどは手書きとなっている

### 配信シングル
|                                 | 発売日        | タイトル           | 備考 |
| ------------------------------- | ------------- | ------------------ | --- |
| 7ヶ月連続音楽配信シリーズ第一弾 | 2015年4月1日  | QUIRKY HIGH SCHOOL | ジャケットイラストを漫画家の近藤信輔が提供                                                                                       |
| 7ヶ月連続音楽配信シリーズ第二弾 | 2015年5月1日  | EUREKA             | ジャケットイラストをイラストレーターのまつだひかりが提供                                                                         |
| 7ヶ月連続音楽配信シリーズ第三弾 | 2015年6月1日  | KATZENJAMMER       | ジャケットイラストを成人向け漫画家EB110SSが提供                                                                                  |
| 7ヶ月連続音楽配信シリーズ第四弾 | 2015年7月1日  | ARISTO QUEEN       | ジャケットイラストを声優上坂すみれが提供                                                                                         |
| 7ヶ月連続音楽配信シリーズ第五弾 | 2015年8月1日  | NINJA SOUL         | ジャケットイラストをイラストレーターのボブa.k.aえんちゃんが提供 ニンジャスレイヤー フロムアニメイシヨン 第16話エンディングテーマ |
| 7ヶ月連続音楽配信シリーズ第六弾 | 2015年9月1日  | YOUTH PUNK         | ジャケットイラストを漫画家・クレパス画家の史群アル仙が提供                                                                       |
| 7ヶ月連続音楽配信シリーズ第七弾 | 2015年10月1日 | FAFROTSKIES        | ジャケットイラストを漫画家の大岩ケンヂが提供                                                                                     |
|                                 | 2016年6月10日 | COOLEST            | カスタマイZへ提供した楽曲のセルフカバー                                                                                          |
|                                 | 2016年6月29日 | SENRIGAAAN         | ラーメン二郎インスパイア店"千里眼"の公式テーマ・ソング                                                                           |

### 非売品音源
新作CDを予約、購入するともらえる引換券を決められたライブ会場へ持っていくとファッキン発禁DISCと引換えてもらうことができた
|                     | 収録曲               | ライブ名         | 引換日         | 場所                 | ツアー名         |
| ------------------- | -------------------- | ---------------- | -------------- | -------------------- | ---------------- |
| ファッキン発禁DISC  | ナイフ               | 月蝕会議         | 2011年6月5日   | 渋谷O-CREST          | 無重力ツアー     |
| ファッキン発禁DISC2 | ネイムレスセッション | DARYLVEGAS       | 2012年2月25日  | 渋谷BOXX             | 鉄球ツアー       |
| ファッキン発禁DISC3 | キラージングル       | JASPERGUILD      | 2012年11月23日 | 渋谷O-WEST           | 記憶喪失ツアー   |
| ファッキン発禁DISC4 | ハーヴェスト         | 東京炎上GIG      | 2013年 8月24日 | 渋谷STAR LOUNGE      | 吸血ツアー       |
| ファッキン発禁DISC5 | スリープタイト       | GRIGOGUE THEATER | 2013年12月 7日 | 渋谷WWW              | 紫外線ツアー     |
| ファッキン発禁DISC6 | スナッグワールド     | ALKALOGIC MARKET | 2014年11月29日 | 原宿ASTRO HALL       | 投げナイフツアー |
| ファッキン発禁DISC7 | ヘアメタル           | 下北炎上GIG      | 2015年12月12日 | 下北沢ろくでもない夜 | 学ランツアー     |

### デモCD
- マーヴェル・テープ（2008年5月5日）

ライブ会場限定デモCD第1弾
- ファントム・ディスク（2008年7月3日）

ライブ会場限定デモCD第2弾
- カルマ・レコード（2009年2月20日）

ライブ会場限定デモCD第3弾
- PANIC.EP（2010年8月29日）

渋谷路上ライブ「渋谷PANIC」の際に路上で限定無料配布 ※CLUTCHOとのスプリットCD

## ミュージックビデオ
| 監督     | 曲名 |
| -------- | --- |
| 奥藤祥弘 | 「SUICIDAL STAR」「NOBLE DARK」「MINX MELANCHOLIA」「JASPER」「VERMIN KILLER 「CAPTAIN WIMP」                                                |
| 小山大雅 | 「GEAR MARCH」「LASS FORK」「WALPURGIS NIGHT」「REAPER REAPER」「GENIUS MONSTER」「ROAD ROLLER」                                             |
| 不明     | 「新世界論」「雑音オーケストラ」「アイネ・クライネ・ナハト・ムジーク(Eine kleine Nachtmusik) 」「ジャーニーマン」「GLEEMAN」「ARISTO QUEEN」 |

## タイアップ一覧
| 使用年 | 曲名           | タイアップ                                                                       |
| ------ | -------------- | -------------------------------------------------------------------------------- |
| 2011年 | ジャーニーマン | テレビ朝日系『ワールドプロレスリング』ファイティングミュージック                 |
| 2012年 | JASPER         | テレビ朝日系『ワールドプロレスリング』 10月クール ファイティングミュージック     |
| 2013年 | 威風堂々       | 代々木アニメーション学院 2013年度CMソング                                        |
| 2015年 | NINJA SOUL     | アニメ『ニンジャスレイヤー フロムアニメイシヨン』配信版 第16話エンディングテーマ |
| 2016年 | SENRIGAAAN     | ラーメン二郎インスパイア店「千里眼」公式テーマソング                             |

## 国内でのライブツアー
| 年   | 期間                | ツアー名                             | 公演数 | ツアーファイナル名 | ツアーファイナル会場 | 備考                                                                             |
| ---- | ------------------- | ------------------------------------ | ------ | ------------------ | -------------------- | -------------------------------------------------------------------------------- |
| 2008 | 8月30日 - 10月11日  | エジプトツアー                       | 13公演 |                    | 下北沢SHELTER        |                                                                                  |
| 2009 | 2月20日 - 4月19日   | リーゼントツアー                     | 18公演 | STAND BY GEEKS9    | 名古屋Tiny7          | 初のアメリカ公演を含む                                                           |
| 2009 | 9月23日 - 11月30日  | 黄金ツアー                           | 34公演 |                    | 渋谷CYCLONE          | 初の韓国公演を含む                                                               |
| 2010 | 6月 3日 - 7月3日    | DIE WHO GO!!                         | 7公演  | シチサン事変       | 下北沢ReG            | ショートツアー                                                                   |
| 2010 | 12月 5日 - 12月30日 | KEN SEA LOW!!                        | 7公演  |                    | 渋谷CYCLONE          | ショートツアー                                                                   |
| 2011 | 4月24日 - 6月5日    | 無重力ツアー                         | 13公演 | 月蝕会議           | 渋谷O-CREST          | BABBAGE発売記念ツアー ファイナルはワンマンライブ                                 |
| 2012 | 1月28日 - 2月25日   | 鉄球ツアー                           | 12公演 | DARYLVEGAS         | 渋谷BOXX             | DARYL McGUFFIN発売記念ツアー ファイナルはワンマンライブ                          |
| 2012 | 10月14日 - 11月23日 | 記憶喪失ツアー                       | 13公演 | JASPERGUILD        | 渋谷O-WEST           | JASPERJASPER発売記念ツアー ファイナルはワンマンライブ                            |
| 2013 | 4月14日 - 5月19日   | 武者修行ツアーGUN KEY BOW!!          | 13公演 | GEEGEEKREW         | 下北沢ReG            |                                                                                  |
| 2013 | 7月13日 - 8月24日   | 吸血ツアー                           | 12公演 | 東京炎上GIG        | 渋谷STAR LOUNGE      | GRIMOIRE発売記念ツアー ファイナルはワンマンライブ                                |
| 2013 | 10月26日 - 12月 7日 | 紫外線ツアー                         | 14公演 | GRIGOGUE THEATER   | 渋谷WWW              | PEDAGOGUE発売記念ツアー ファイナルはワンマンライブ 初の台湾公演を含む            |
| 2014 | 4月11日 - 10月17日  | 全国10都市侵略ツアー「INVADER ROAD」 | 10公演 |                    | 福岡Early Believers  | 1st Single「INVADER ROAD」はこの会場のみで入手可能だったが、後に全国販売される。 |
| 2014 | 10月26日 - 11月29日 | 投げナイフツアー                     | 12公演 | ALKALOGIC MARKET   | 原宿アストロホール   | ALKALOID発売記念ツアー ファイナルはワンマンライブ                                |
| 2015 | 11月13日 - 12月12日 | 学ランツアー                         | 10公演 | 下北炎上GIG        | 下北沢ろくでもない夜 | WAVGLYPH発売記念ツアー ファイナルはワンマンライブ                                |

## フリーライブ
| 開催日        | ライブ名    | 会場         |
| ------------- | ----------- | ------------ |
| 2014年2月22日 | GEEGEEBILK  | 下北沢屋根裏 |
| 2015年2月21日 | GEEGEEBILK2 | 下北沢屋根裏 |

GEEGEEBILK2では2015年の4月〜10月まで連続で楽曲を配信すること、さらに4月〜10月まで毎月一回2マンライブを行うこと、そして11月11日にはフルアルバムを発売し、学ランツアーという名のツアーに出ることが発表された。

## ワンマンライブの特色
ツアーファイナルのワンマンライブではライブを行うだけではなくテーマが決められており、テーマに沿った様々な催しが開かれた。

### ALKALOGIC MARKET
- テーマは「発見」。ライブ会場となった原宿ASTRO HALLのあちこちにGEEKSグッズや非売品アイテムなどが隠されており、それを探す「発見ゲーム」が開催された。会場に張り紙などがされておりそれを読むことでよりレアなアイテムにたどり着くことができたが、目玉商品は難易度が高く発見できたファンはいなかった。ちなみにそのアイテムはライブハウスを出たところのガードレールに貼ってあったという。[10]
- 来場者全員にリチウムイオン電池とLEDが配ってあり、MCの際に使い方を説明しその場でLEDライトを作らせた。来場者はそれをサイリウムのように使いLEDライトの仕組みと、いつもとは違う「サイリウムを振るGEEKSライブ」を「発見」した。
- お笑い芸人のハラヒロとその仲間の芸人が登場しGEEKSの曲に合わせてコミカルなダンスを踊り会場を盛り上げた。
- 「GEEKSの曲を違う人が歌ったらどうなるか」を発見させるため、星空★デストロイヤーというユニットが登場しGEEKSの楽曲である星空パニッシャーを歌った。中心となり歌ったyuuriはINVADER ROAD収録曲のコーラスをした縁での共演だった。
- この日のライブは通算400回目のライブということで、オープニングムービーとしてドラムのキョウヘイが日本各地で計400回腕立てした映像が流された。が実はGEEKSライブはこの日で403回目であったとライブの最後にエンドウ.が告げALKALOGIC MARKETは幕を下ろした。[22]

## 海外でのライブ
海外のFESなどにも積極的に参加している
- 2009年 3月19日　TEXAS CLUB 311 USA SXSW
- 2009年 3月19日　TEXAS BD RILLY'S USASXSW
- 2009年 3月20日　TEXAS AGAVE USASXSW
- 2009年 8月28日　CLUB SPOT 韓国 ソウル
- 2009年 8月29日　CLUB SPOT 韓国 ソウル
- 2009年 8月30日　CLUB SPOT 韓国 ソウル
- 2010年 3月18日　TEXAS Type Writer Museum USASXSW
- 2010年 3月19日　TEXAS SXSW FES VALHALLA STAGE USASXSW
- 2013年11月 8日　THE WALL 台湾
- 2014年 6月 6日　TEXAS DALLAS A-KON25 USA A-KON
- 2014年 6月 7日　TEXAS DALLAS A-KON25 USA A-KON
- 2014年 6月 8日　TEXAS DALLAS A-KON25 USA A-KON
- 2014年 7月24日　THE WALL 台湾
- 2014年 7月25日　WAKE UP FES 台湾 WAKE UP音楽祭

## その他映像作品参加

### 他アーティストPV
- 声優上坂すみれ3rdシングルパララックス・ビューのPVに獄卒バンドとして参加している。「上坂すみれ パララックス・ビュー」
- 全日本アニソングランプリの歴代優勝者7人で結成したスペシャルユニットAG7のEndless NOVAのMVにバックバンドとして参加している。「AG7 Endless NOVA」

### テレビ
- 日本テレビ系火曜サスペンス劇場で放送されたドラマ殺人偏差値70に出演。主演の三浦春馬が裏で薬を売らされているライブハウスに出演するバンドとして共演している。
- TBSテレビで放送されたライブB♪に佐藤聡美のバックバンドメンバーとしてエンドウ.が出演。佐藤聡美2ndシングル「Le jour」を演奏した。
- ニコニコ動画などインターネットで配信されたニンジャスレイヤーフロムアニメイシヨンに第16話のEDテーマとして「NINJA SOUL」を書き下ろし楽曲提供した。[23]
- フジテレビ系「月9」枠にて放送されたドラマラヴソングに出演。主演の福山雅治らが集まるバーで演奏する悪いパンクバンドとして共演している。

## アプリ
- 無料カメラアプリ「GEEKS ALKALOID CAMERA」が、Google Playにてリリースされた。ALKALOIDのジャケットのように被写体をサイボーグ化することができる。ios版は後のリリースとなる。[24]